# Olivia (album)
 (septembre 2020).
Si vous disposez d'ouvrages ou d'articles de référence ou si vous connaissez des sites web de qualité traitant du thème abordé ici, merci de compléter l'article en donnant les références utiles à sa vérifiabilité et en les liant à la section « Notes et références ».
Pour les articles homonymes, voir Olivia.
Albums de Olivia
Behind Closed Doors
Olivia est le titre du premier album de la chanteuse Olivia, sorti en 2001.

## Liste des titres
| No  | Titre                                     | Durée |
| --- | ----------------------------------------- | ----- |
| 1.  | Bizounce                                  |       |
| 2.  | Are U Capable ?                           |       |
| 3.  | You Got The Damn Thing                    |       |
| 4.  | Silly Bitch In Love                       |       |
| 5.  | It's On Again                             |       |
| 6.  | Woop-T-Woo                                |       |
| 7.  | Whoadie                                   |       |
| 8.  | Til He Comes Home                         |       |
| 9.  | Bring Da Roof Down                        |       |
| 10. | When 2 Souls Touch                        |       |
| 11. | Lower 2 My Heart                          |       |
| 12. | Look Around (featuring Jimmy Cozier (en)) |       |